# Walter Planckaert
Pour les articles homonymes, voir Planckaert.
Walter Planckaert, né le 8 avril 1948 à Nevele, est un coureur cycliste belge. Il est le frère cadet de Willy et le frère aîné de Eddy.

## Biographie
Walter Planckaert devient coureur professionnel en 1970 et le reste jusqu'en 1985. Il remporte 74 victoires professionnelles.
En 1986, il devient directeur sportif au sein de l'équipe Panasonic. Il exerce ensuite cette fonction dans les équipes Novemail-Histor-Laser Computer (1993-1994), Palmans (1997-2000), Lotto-Adecco (2001-2002).
En 2004, il rejoint l'équipe Chocolade Jacques. Cette équipe disparaît en fin de saison. Walter Planckaert suit le sponsor principal qui s'associe à l'équipe formatrice Vlaanderen-T-Interim, qui devient Chocolade Jacques-T-Interim (2005), Chocolade Jacques-Topsport Vlaanderen (2006-2007), puis Topsport Vlaanderen.
En 2014, à l'issue d'une saison réussie pour cette équipe, avec notamment la victoire de Tom Van Asbroeck à l'UCI Europe Tour et celle de Jelle Wallays sur Paris-Tours, Walter Planckaert reçoit le Vélo de cristal de directeur sportif de l'année.

## Palmarès
- 1970
  - 2e de Harelbeke-Poperinge-Harelbeke
  - 2e du Circuit de la région linière
- 1971
  - Circuit du Pays de Waes
  - 3e du Grand Prix de la Banque
- 1972
  - Amstel Gold Race
  - Prologue du Tour de Belgique (contre-la-montre par équipes)
  - 2e du Grand Prix de Saint-Tropez
- 1973
  - Kuurne-Bruxelles-Kuurne
  - 3e étape du Tour de Belgique
  - 2ea étape du Tour de France (contre-la-montre par équipes)
  - 2e du Grand Prix de la Banque
  - 3e du Grand Prix E3
  - 3e de Gand-Wevelgem
  - 4e de Paris-Roubaix
  - 4e de la Flèche wallonne
- 1974
  - 1re étape de Tirreno-Adriatico
  - 2e du Circuit des Ardennes flamandes - Ichtegem
  - 2e de l'Amstel Gold Race
  - 2e de Liège-Bastogne-Liège
  - 2e du Grand Prix Frans Verbeeck
  - 2e du Grand Prix de la Banque
  - 3e du Grand Prix de Nice
  - 3e du Stadsprijs Geraardsbergen
  - 3e de l'Omloop van de Westkust
  - 3e de Bruxelles-Meulebeke
  - 8e de la Flèche wallonne
- 1975
  - 1re étape de Tirreno-Adriatico
  - Prologue du Tour de Luxembourg (contre-la-montre par équipes)
  - 2e du championnat de Belgique sur route
  - 3e du Grand Prix d'Antibes
  - 3e du Grand Prix de Hannut
  - 3e du Grand Prix de Fourmies
  - 4e du Tour des Flandres
  - 9e du Rund um den Henninger Turm
  - 10e de Milan-San Remo
  - 10e de la Flèche wallonne
- 1976
  - Grand Prix E3
  - 1reb et 5e étapes du Tour de Belgique
  - Tour des Flandres
  - Grand Prix de Denain
  - Puivelde Koerse
  - 1reb et 2e étapes du Critérium du Dauphiné libéré
  - Grand Prix d'Orchies
  - 2e de la Leeuwse Pijl
  - 3e d'À travers la Belgique
  - 3e du Grand Prix de la Banque
  - 4e de Milan-San Remo

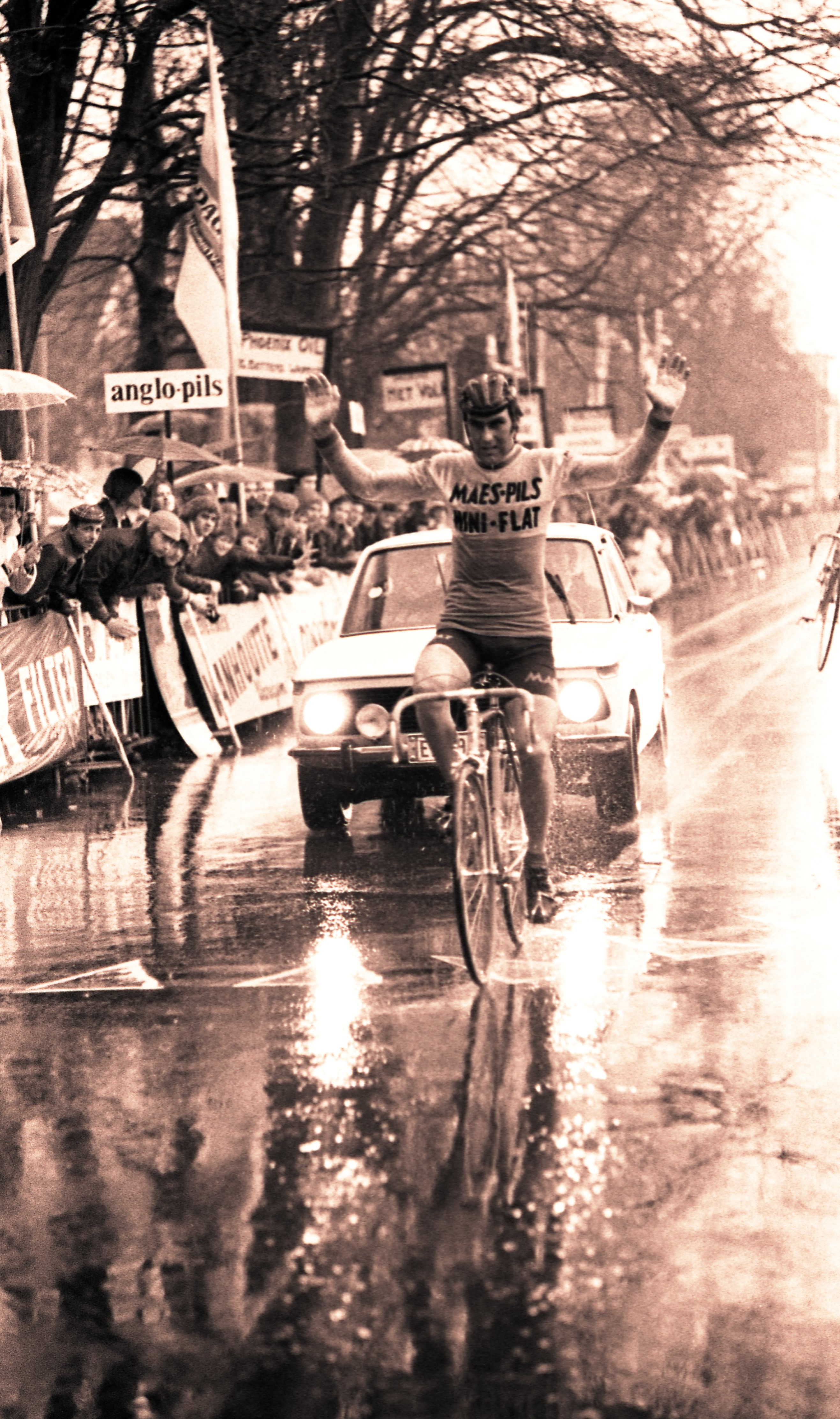
Walter Planckaert arrive premier pendant À travers la Belgique 1977 (Maurice Terryn, collection KOERS. Musée de la Course Cycliste)

  - 4e des Quatre Jours de Dunkerque
  - 5e de Paris-Bruxelles
- 1977
  - 3e étape de l'Étoile de Bessèges
  - Walter Planckaert arrive premier pendant À travers la Belgique 1977 (Maurice Terryn, collection KOERS. Musée de la Course Cycliste)À travers la Belgique
  - Grand Prix de Wallonie
  - Tour de Belgique :
    - Classement général
    - 1rea, 1reb et 3e étapes

  - Bruxelles-Ingooigem
  - 5e étape des Quatre Jours de Dunkerque
  - 1rea étape du Grand Prix franco-belge
  - Grand Prix Jef Scherens
  - 2e de Kuurne-Bruxelles-Kuurne
  - 3e du Grand Prix de Montauroux
  - 3e du Circuit des Trois Provinces (Avelgem)
  - 3e du Grand Prix Franco-Belge
  - 7e de Milan-San Remo
  - 7e de la Flèche wallonne
- 1978
  - Circuit de Wallonie
  - 1reb étape du Tour de France
  - Prologue du Tour des Pays-Bas
  - 2e du Circuit du Pays de Waes
  - 2e de Gand-Wevelgem
  - 3e de Kuurne-Bruxelles-Kuurne
  - 3e de la Flèche de Liedekerke
  - 3e du Prix de Saint-Amands
  - 5e du Rund um den Henninger Turm
  - 9e du Tour des Flandres
- 1979
  - Kuurne-Bruxelles-Kuurne
  - 3e étape du Circuit des Ardennes flamandes - Ichtegem
  - 3e et 5e étapes du Tour de Belgique
  - 2e du Grand Prix de Cannes
  - 2e d'À travers la Belgique
  - 7e de Paris Roubaix
- 1980
  - 1re étape du Tour méditerranéen
  - Circuit du Houtland
  - 2e du Het Volk
  - 2e de la Ruddervoorde Koerse
- 1981
  - Flèche de Liedekerke
  - 3e de la Wingene Koers
- 1982
  - 3e du Grote Prijs Gemeente Kortemark
- 1984
  - 1re étape du Tour méditerranéen
  - 2eb étape de Paris-Nice (contre-la-montre par équipes)
  - À travers la Belgique
  - 5eb étape des Quatre Jours de Dunkerque
  - 5e étape du Tour des Pays-Bas
  - Circuit Escaut-Durme
  - 2e de Kuurne-Bruxelles-Kuurne
  - 2e de la Zwevezele Koers
  - 3e du Grote Prijs Gemeente Kortemark
- 1985
  - 4eb étape de Paris-Nice (contre-la-montre par équipes)
  - 5eb étape du Tour des Pays-Bas (contre-la-montre par équipes)
  - 2e de La Marseillaise
  - 3e de la Puivelde Koerse
  - 8e du Tour des Flandres

## Résultats dans les grands tours

### Tour de France
5 participations
- 1972 : hors délai (7e étape)
- 1973 : abandon (8e étape), vainqueur de la 2ea étape (contre-la-montre par équipes)
- 1978 : abandon (11e étape), vainqueur de la 1reb étape
- 1981 : abandon (15e étape)
- 1982 : abandon (12e étape)

### Tour d'Espagne
4 participations
- 1971 : non-partant (3e étape)
- 1972 : abandon (16e étape)
- 1982 : 52e
- 1985 : hors délais (14e étape)

## Distinctions
- Vélo de cristal du meilleur directeur sportif : 2014 et 2015